# 大時計

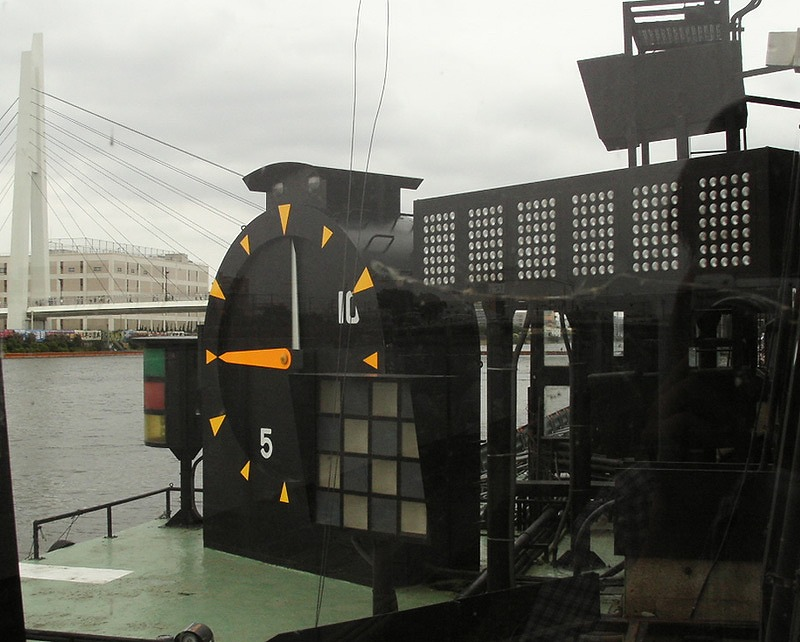
戸田競艇場の大時計

大時計（おおどけい）とは、高い塔などにはめこまれた時計。または競艇場およびオートレース場に設置されている巨大な時計を指す通称。

## 競艇の大時計
競艇場の大時計は正式名称は「発走信号用時計」と称し、直径3メートル、商用電源で動作する。また、内部には空調設備が完備され、非常用のバッテリー電源を備えている。大時計は大きさや針の長さ、さらに文字盤の数字の大きさに至るまでモーターボート競走水上施設統一基準によって定められている。
大時計が12時を示すときが競走（レース）のスタートとなる。これよりも早くスタートすればフライング（「F」と記述される）となり、逆に1秒以上遅れてのスタートは「出遅れ」（「L」と記述される）となり、ともに勝舟投票券（舟券）返還の対象となる。これは、フライングや出遅れの艇は「出走していない」とみなされるためで、これに対して正常なスタート後の事故による失格は舟券の対象になる。
大時計は白色の針（短針）と、オレンジ色（黄色）の針（長針）の2種類から成り立っており、レース開始2分前から大時計の上部にあるタイムデスク灯が2個点灯する。白色の針は60秒針、オレンジ色（黄色）の針は12秒針とそれぞれ呼ばれている。タイムデスク灯が点灯1分後に消灯すると白色の60秒針が動き始め、1間隔を5秒かけて動く。ただし、大時計の左上1/4はバックボード（遮蔽板）が2重構造になっており、60秒針はそこに隠れるため、実質60秒針が見えるのは45秒間、そこまでの3/4回転である。大時計に記されている12秒針用「10」の数字のところに来た時はスタート50秒前、「5」のところに来た時は25秒前である。
白色の針がオレンジ色（黄色）の針があるところ（一般的な時計でいうと45分のところ）まで来た時に白色針が遮蔽板の中に隠れ、今度はオレンジ色（黄色）の針が作動し、1間隔を1秒、スタートタイミングまでの15秒で1周と1/4回転する。大時計に記されている「10」の数字ところに12秒針が来た時はスタート10秒前、同じく「5」のところに来た時は5秒前となる。スタート15秒前になった時、（オレンジ色の針が動き始めた時）スタートが近いことを選手に知らせるために、大時計の下にあるシグナル（白色と青色）が点滅し始める。多摩川競艇場ではスタートの4秒前、2秒前、1秒前、スタート時に時報の音が鳴り、常滑競艇場ではスタートの10秒前と5秒前からスタート1秒後まで1秒刻みでブザーが鳴る。。また下関競艇場では60秒針を隠す遮蔽板がなく、スタート15秒前以降も60秒針を見ることができる。
この大時計には予備の時計盤が裏側に用意されており、万一の故障時には時計を反転させてレースの開催を続行する。なお、濃霧・集中豪雨など気象条件の著しい悪化や、大時計の設置場所が破損するなどして選手の位置から大時計を視認することが困難となった場合や、大時計が故障で両面共に動作しなくなった場合などは、レースのスタートが不可能としてレース開催中止の措置がとられる。2021年6月には平和島競艇場において大時計の昇降装置が故障し、短期間での復旧が見込めないため開催自体が打ち切りになった例がある。
この大時計をモチーフにした目覚まし時計が競艇グッズとして販売されていた時期がある。ただしこの目覚まし時計は針の配色が短針がオレンジ・長針が白と、本来の大時計の配色とは逆になっていた。

## オートレースの大時計
オートレースの大時計は、正しくは発走合図機という。1989年に導入された。1回転10秒の時計盤面で、針は左半面のみを使用する。
スタートラインに競走車を静止させ、発走ファンファーレ後、時計上部の時計右側の青色ランプが5個点灯、青色ランプが10秒前から1つずつ消灯し、全て消灯するとオレンジ色の針が5秒間で半回転し、真上を指すタイミングで大時計の盤面の白黒のチェック模様が点灯、競走（レース）のスタートとなる。なお、時計盤上側の黄色ランプはエンジン始動の指示用である。
スタートはセンサーで機械的に判定されており、これよりも早くスタートした競走車があるとセンサーが判定した場合、盤面のチェック模様が点灯せず、時計左側の5個の赤色ランプが点滅、フライングとなり、スタートのやり直しとなる。なお、この赤色ランプはアクシデントによるレース中止（競走不成立）の際にも点滅させ、走路審判員の赤旗掲示と共に選手へ競走の中止と安全確保の為の減速を指示する。
なお、大時計の導入以前、昭和時代には発走係員による手旗方式での発走が行われていた（具体的な旗の使い方は時代やレース場毎に差異があるが、基本的に旗を降り下ろしたタイミングで発走合図を取っていた）。現在でも大時計の故障・動作不良などの事態が発生した時には、代替手段としてかつての手旗方式による発走が行われる事がある。2022年時点での手順は以下の通りである。
1. 合図員は左手に黄色い旗、右手に白い旗を持つ。
2. 右手は下にした状態で、10秒前に黄色い旗を左に水平に開いて掲示する。
3. 6秒前の時点で左手を降ろす。
4. 5秒前から右手の白旗を、絞った状態で1秒前の時点で頭上になるように半円状に等速に上げていき、
5. 1秒前のタイミングで頭上で一旦振って静止させ、
6. 0秒のタイミングで絞った状態を解除して下へ振り下ろす。

なお、合図員はフライング判定装置との齟齬を避けるため、フライング判定装置から出るシグナル音をイヤホンで聞いているとされる。